# Angelo Campos
Angelo Campos Oliveira (* 30. März 2000 in Chur) ist ein portugiesisch-schweizerischer Fussballspieler.

## Karriere

### Verein
Campos begann seine Laufbahn in der Jugend von Chur 97 und dem FC Grabs, bevor er 2014 zum FC St. Gallen wechselte. Zur Saison 2017/18 wurde er in das erweiterte Kader der zweiten Mannschaft befördert. Bis Saisonende spielte er viermal für die Reserve des FCSG in der viertklassigen 1. Liga. 2018/19 bestritt er 18 Partien in der vierthöchsten Schweizer Spielklasse, wobei er 14 Tore erzielte. Zudem gab er am 16. Dezember 2018, dem 18. Spieltag, beim 1:2 gegen den FC Luzern sein Debüt für die erste Mannschaft in der erstklassigen Super League, als er in der 33. Minute für Silvan Hefti eingewechselt wurde. Bis Saisonende absolvierte er drei Spiele in der Super League.
2019/20 wurde er achtmal in der höchsten Schweizer Spielklasse eingesetzt und kam zu einer Partie im Schweizer Cup, wobei er ein Tor schoss. Der FC St. Gallen schied schlussendlich in der 2. Runde gegen den Zweitligisten FC Winterthur aus. Für die zweite Mannschaft spielte er fünfmal in der 1. Liga und traf dabei zweimal.
2020/21 folgten zwei Partien für die Profis in der Super League und fünf Spiele für die Reserve in der 1. Liga, wobei er zwei Tore erzielte.
Im August 2021 schloss er sich auf Leihbasis dem Drittligisten SC Brühl St. Gallen an. Nach Ablauf der Leihe wechselte er fest nach St. Gallen. In der Spielzeit 2022/23 schoss er 24 Tore in der Liga und wurde damit der Torschützenkönig der Promotion League.
Im Sommer 2023 wechselte er in die Challenge League zu Neuchâtel Xamax.

### Nationalmannschaft
Campos bestritt 2015 zwei Spiele in der Schweizer U-16-Auswahl.

## Erfolge
- Torschützenkönig der Promotion League: 2022/23 (24 Tore)